# Де-Риддер
Де-Риддер (англ. DeRidder) — город и центр прихода Борегард, Луизиана, США. Население по данным переписи 2000 года составляет 9 тысяч 808 человек. Небольшая часть города простирается в приход Вернон.
Де-Риддер — меньший основной город ССЗ Форт-Полк-Саут — Де-Риддер, совмещённой статистической зоны, включающей в себя зоны Форт-Полк-Саут (приход Вернон) и Де-Риддер (приход Борегард), которые имели общую численность населения равную 85 517 по данным переписи 2000 года.

## География
Координаты города — 30°51′05″ с. ш. 93°17′25″ з. д. (30.851419, −93.290230). Де-Риддер расположен на высоте 60 метров над уровнем моря.
Согласно Бюро переписи населения США, общая площадь города — 22 км², из которых только лишь 0,26 км² — площадь водоёмов.

## Транспорт
- Региональный аэропорт Борегард

## Демография
Согласно переписи 2000 года, в городе находится 9808 человек, 3819 домохозяйств и 2616 семей. Плотность населения — 446 чел/км². Расовый состав следующий: 60,81 % белых, 34,73 % негров, 0,57 % коренных американцев, 1,42 % азиатов, 0,03 % уроженцы островов Тихого океана, 0,57 % других рас. Испанцы или латиноамериканцы составили 2,40 % от общего числа населения.